# Karl Glauner

Karl Glauner (1982), Foto Herbert Maeder

Karl Josef Glauner (* 27. Februar 1902 in Wil SG; † 18. April 2000 ebenda) war ein Schweizer Maler und Zeichner.

## Leben
Glauner wurde als Sohn des Altarbauers Karl Glauner sen. geboren. Er wuchs mit drei Schwestern in Wil auf. Nach der Matura begann er ein Architekturstudium, brach das Studium aber ab und verschrieb sich der Malerei. Er lebte in Paris, Salzburg, Wien und Italien. Sein letztes Bild schuf er im Alter von 90 Jahren. Zu seinem 95. Geburtstag fand eine grosse Retrospektive im Pflegeheim Wil und in den Gängen des Spitals Wil statt.

## Werk
Glauner schuf insgesamt rund 4000 Gemälde, Zeichnungen und Skizzen. Glauner erstellte insbesondere zahlreiche Bilder im Wallis. Der Nachlass Glauners wird von der Wiler Künstlerstiftung und der Ortsbürgergemeinde verwaltet.